# Cantó de Calais-Centre
El cantó de Calais-Centre és un cantó francès del departament del Pas de Calais, situat al districte de Calais. Té 2 municipis i part del de Calais.

## Municipis
- Les Attaques
- Calais (part)
- Coulogne

## Història
| Data d'elecció                           | Identitat           | Partit          | Qualitat |
| ---------------------------------------- | ------------------- | --------------- | -------- |
| 1973-1979                                | Jean-Jacques Barthe | PCF             |          |
| 1979-1985                                | Roland Penin        | PCF             |          |
| 1985-1992                                | Yvan Blot           | RPR, després FN |          |
| 1992-1998                                | Christian Niemann   | UDF             |          |
| 1998-                                    | Philippe Vasseur    | PS              |          |
| les dades anteriors no són pas conegudes |                     |                 |          |
|                                          |                     |                 |          |